# Mamestra denscanis
Mamestra denscanis là một loài bướm đêm trong họ Noctuidae.